# Ayşe Tolga
Pour les articles homonymes, voir Tolga.
 (octobre 2023).
La mise en forme du texte ne suit pas les recommandations de Wikipédia : il faut le « wikifier ».
Les points d'amélioration suivants sont les cas les plus fréquents. Le détail des points à revoir est peut-être précisé sur la page de discussion.
- Les titres sont pré-formatés par le logiciel. Ils ne sont ni en capitales, ni en gras.
- Le texte ne doit pas être écrit en capitales (les noms de famille non plus), ni en gras, ni en italique, ni en « petit »…
- Le gras n'est utilisé que pour surligner le titre de l'article dans l'introduction, une seule fois.
- L'italique est rarement utilisé : mots en langue étrangère, titres d'œuvres, noms de bateaux, etc.
- Les citations ne sont pas en italique mais en corps de texte normal. Elles sont entourées par des guillemets français : « et ».
- Les listes à puces sont à éviter, des paragraphes rédigés étant largement préférés. Les tableaux sont à réserver à la présentation de données structurées (résultats, etc.).
- Les appels de note de bas de page (petits chiffres en exposant, introduits par l'outil «  Source ») sont à placer entre la fin de phrase et le point final[comme ça].
- Les liens internes (vers d'autres articles de Wikipédia) sont à choisir avec parcimonie. Créez des liens vers des articles approfondissant le sujet. Les termes génériques sans rapport avec le sujet sont à éviter, ainsi que les répétitions de liens vers un même terme.
- Les liens externes sont à placer uniquement dans une section « Liens externes », à la fin de l'article. Ces liens sont à choisir avec parcimonie suivant les règles définies. Si un lien sert de source à l'article, son insertion dans le texte est à faire par les notes de bas de page.
- La présentation des références doit suivre les conventions bibliographiques. Il est recommandé d'utiliser les modèles {{Ouvrage}}, {{Chapitre}}, {{Article}}, {{Lien web}} et/ou {{Bibliographie}}. Le mode d'édition visuel peut mettre en forme automatiquement les références.
- Insérer une infobox (cadre d'informations à droite) n'est pas obligatoire pour parachever la mise en page.

Pour une aide détaillée, merci de consulter Aide:Wikification.
Si vous pensez que ces points ont été résolus, vous pouvez retirer ce bandeau et améliorer la mise en forme d'un autre article.
 (octobre 2023).
Le contenu est difficilement compréhensible vu les erreurs de traduction, qui sont peut-être dues à l'utilisation d'un logiciel de traduction automatique.
 (octobre 2023).
Ayşe Tolga (née le 9 juin 1973 à Istanbul) est une actrice turque.

## Biographie
Ayşe Tolga est diplômée du département de céramique à la faculté des Beaux-arts de l'Université de Marmara. Elle a participé à des programmes de formation complémentaires sur les arts du spectacle, les arts visuels et la publicité.
Elle a produit et animé des programmes dits lifestyle à propos de mode, santé, sport, art et culture. Elle travaille comme directrice et actrice dans des publicités pour la mode et l'alimentation dans le domaine du lifestyle, et travaille également comme consultante auprès de diverses agences de publicité.
Elle est connue pour son rôle dans la série télévisée Şehnaz Tango, dans laquelle elle a joué entre 1994 et 1996, et pour avoir joué Nilüfer Hatun dans Hacivat Karagöz Neden Öldürüldü?, film réalisé par Ezel Akay.
Le 24 juillet 2013, elle divorce de son mari Marsel Eskinazi.
En dehors de sa carrière d'actrice et de présentatrice, elle se forme en 2004 sur la nutrition, la détox, les massages et les thérapies corporelles. Elle apprend également la gestion de SPA à Bangkok, l'aromathérapie à Londres et suit une formation en parfumerie en Provence. Ayşe Tolga partage ses connaissances sur les modes de vie considérés sains, les méthodes de guérison et la beauté à travers ses articles dans des magazines et sur internet, et en participant à des interviews, ateliers et programmes télévisés.

## Ouvrage
- 2016 - Iyilik sende (La bonté est en toi) [3],[4]

## Filmographie
| Dates       | Films                            | Nom de personnage |
| ----------- | -------------------------------- | ----------------- |
| 1994 - 1996 | Şehnaz Tango                     | Nurşen            |
| 1999 - 2000 | Aşkın Dağlarda Gezer             | Selvi             |
| 1999        | Ah Bir Zengin Olsam              | Ceren             |
| 2000 - 2001 | Çarli İş Başında                 | Pamuk             |
| 2002 - 2004 | Ayrılsak da Beraberiz            | Berna             |
| 2001        | Çifte Bela                       | Fatmagül          |
| 2002        | Beşik Kertmesi                   | Yağmur            |
| 2002        | Efsane                           | Müge              |
| 2005        | Hacivat Karagöz Neden Öldürüldü? | Nilüfer Hatun     |
| 2012 - 2023 | 80'ler                           | Gülden            |